# عبد الله زاكور
عبد الله زاكور أوعبل (ب تشلحيت: أمغار ڭو عبلا) مناضل ومقاوم سوسي أمازيغي ضد الإستعمار الفرنسي للمغرب، ولد سنة 1885م وتوفي سنة 1972م تعتبر معركة أيت عبد الله من أهم المعارك التي قادها هذا المقاوم.و صاحب القولة الكفاحية الشهيرة «ءيتما لقرطاس ءيتما واوال» بمعنى نفد الرصاص ونفد معه الكلام.

## السيرة
ولد الشيخ عبد الله زاكور سنة 1885 بقرية زغنغين بمنطقة ايت عبلا (ايت عبد الله حاليا) بالاطلس الصغير، منطقة تابعة اداريا لمدينة إغرم إقليم تارودانت، اشتهرت المنطقة بالعلماء والفقهاء الذين وردت أخبارهم في كتابي المعسول وسوس العالمة للعلامة محمد مختار السوسي. عاشت قبيلته تاريخا حافلا بالامجاد والبطولات، اذ قاوم الاستعمار الفرنسي بالمنطقة شانه في ذلك شان الشيخ ماء العينين واحمد الهيبة وزايد اوحما وعسو او سلام وموحى اوحمو الزياني وغيرهم. وقد ناضل بشجاعة وبسالة نادرة لا مثيل لها، فحاربه الاستعمار بكل ما لديه من قوة وسلاح ونار، على ان هذه القوة لم تحقق هدفها في القضاء على القبيلتين، فالتجأ الاستعمار إلى وسائل الحرب النفسية بدس المكائد وخلق الأكاذيب وزرع البغضاء بين الناس عن طريق الخونة واستعمال الخديعة، حيث رأت فرنسا انها لا تريد الا فتح الطريق ومساعدة السكان ونشر المحبة والأمن فيما بينهم، الا ان الشيخ رفض اغراءتها ولم يرد التعامل معها، ورد بالأمازيغية ساخرا “اغاراس اغاراس إيكان أكال”، عندئذ أدركت فرنسا ان لا حل مع البطل الصامد الا باستخدام سلاح الطيران.
خصصت فرنسا له 18 طائرة لتدمير القرية الموجود بها منزله، ثم وزعت ستة أسراب تتزود بالتتابع بين بنسركاو وأكادير، فحطمت قرى عديدة ومازالت الأنقاض شاهدة على ضراوة القصف الجوي للأعداء، فقد كان الناس يتركون بيوتهم طول النهار ليرجعوااليها ليلا طلبا للقوت والمؤونة، ثم يرجعون قبل صلاة الفجر إلى مواقعهم ليستأنفوا المقاومة ضد حشود العدو ومن معهم من المرتزقة المغاربة وعلى رأسهم الضباط الفرنسيين، إلى ان تمت السيطرة على المنطقة بفعالية سلاح الطيران.
في سنة 1926 انتهت المعركة العسكرية في الشمال، كما انتهت في الجنوب سنة 1934، وبعد السيطرة على منطقة ايت عبد الله شرع الاحتلال الفرنسي في القاء القبض على المجاهدين والزج بهم في السجون، حيث قيدوا بالسلاسل ووضعت الأغلال الحديدية في أيديهم، لا ماء أو طعام يقدم لهم.
اما الشيخ عبد الله زاكور فقد قال قولته الشهيرة “ءايتما القرطاس ءايتما ووال” أي نفذ السلاح، نفذ الكلام عند استسلامه لقوة السلاح الفرنسي، حيث قام في حماية صديق له اسمه الحاج سعيد في قبيلة تالمست باحاحان، فقامت فرنسا بمكاتبته للعودة إلى لمسقط رأسه، ولما رجع قيدته فرنسا بالسلاسل واتجهوا به إلى تافراوت وطافوا به في القبائل ليكون عبرة للآخرين ثم وضعوه تحت الحراسة الجبرية في السجن بتارودانت، حيث قضى عامين من الأغلال تحت التعديب والجلد، ولما ساءت صحته أطلق سراحه ليموت في قريته زغنغن كبطل من ابطال المقاومة والجهاد، ليسجل اسمه في سجل التاريخ وشاء القدر ان يعيش حتى شاهد الاستقلال الذي كان من المطالبين به والمدافعين عنه.

## معركة أيت عبد الله
إندلعت معركة أيت عبد الله سنة 1932 تحث قيادة المقاوم الحاج عبد الله زاكور، المعروف محليا باسم  أمغار كو عبلا، وبمساعدة مساعديه الخاصين وفي مقدمتهم الراجي الحاج احمد، و الحاج احمد اولحاج، و المدني الاخصاصي، وغيرهم من المقاتلين الأمازيغ الذين بدلوا الغالي والنفيس دفاعا عن ارض الوطن إسوة باخوانهم المقاومين الأمازيغ في الاطلس والريف والجنوب الشرقي  وفي باقي مناطق المغرب شمالا وجنوبا، وقد استطاع المقاوم الحاج عبد الله زاكور حشد رجال قبائل أيت عبد الله والقبائل المجاورة السوسية وقياداهم في مواجهة زحف المستعمر الفرنسي على المنطقة رغم ضعف امكانياتهم وقد استطاعوا تاخير دخول المستعمر لمنطقة ايت عبد الله  إلى حدود سنة 1934. في تلك المعركة تحركت فيالق المقاتلين الأمازيغ البواسل، من رجال القبائل القادمون من تافراوت، وأملن، وأمانوز، وأيت وافقا، وئمجاض، وأيت صواب، وتاهالا، وئداكنيضيف، إلى ميدان القتال في جو حماسي مؤثر، يهللون بالتكبير، مصممين على الدفاع عن أرض اجدادهم ضد الإحتلال الفرنسي، وعندما أراد جنود  الاستعمار الفرنسي عبور «أسيف -ن- أيت فايد» نحو «تازالاغت» طوقوا من طرف المقاومين الأمازيغ، وسقط العديد من الجنود الفرنسيين، كما تكبدوا خسائرا جسيمة في المعدات. وقد إصتدم  المستعر الفرنسي بمقاومة عنيفة من لدن المقاومين ما اضطره في الاخير إلى محاصرة المنطقة عسكريا والاستعانة بالطائرات الحربية لقصف القرى والمنازل وحصون المقاومين بالقنابل، وقد تم دك منزل «أمغار كوعبلا» عن آخره، ولازالت شضايا القنابل في البيدر المجاور لمنزله بقريته مدفونة تركتها اسرة المجاهد كتذكار على همجية القصف الوحشي للاستعمار.و بعدما نفدت الدخيرة لدى المقاومين تم إقتحام المنطقة وتم القبض على الحاج عبد الله زاكور، بعد محاصرته، وتقيديه بالاغلال.فحضر ضابط فرنسي مستمزغ وسأل المقاوم الامازيغي عبد الله زاكور  وهو مقيد بالاغلال: ما قولك الآن؟ كشماتة وإستفزاز،  فاجابه المقاولم عبد الله زاكور بتحدي بقولته المشهورة التي صارت مثلا متداولا في سوس:«إيتما رصاص إيتما واوال». بمعنى نفد الرصاص فلا يجدي الكلام، في إشارة منه للضابط الفرنسي انه لا يجدي مع المستعمر غير لغة الرصاص والحديد والنار ولا يجدي الكلام، وفعلا تم سجنه وتعديبه عقابا  شديدا له لمحاربته الاستعمار الفرنسي وابتلى البلاء العظيم حتى وفاته.
وبذلك كانت معركة ايت عبد الله أخر معركة حربية ضد زحف جيش الاستعمار الفرنسي  لبسط سيطرته على التراب المغربي، بعد كسر المقاومة الشرسة للقبائل السوسية ضد الاستعمارين الفرنسي والاسباني معا، وهي المقاوامة التي إمتدت على مدى أكثر من ربع قرن مند سنة 1912. والتي تخللتها معارك حربية شرسة في مقدمتها معركة أنوال الخالدة بقيادة البطل الأمازيغي بن عبد الكريم الخطابي، ومعركة الهري بقيادة البطل الأمازيغي موحا أوحمو الزياني، ومعركة بوغافر بقيادة البطل الامازيغي عسو أوبسلام، ومعارك قبائل أيت باعمران السوسية... حيث لم يتم إخضاع المناطق كل الامازيغية إلا بقوة الحديد والنار وفي تواطئ تام وخدلان من السلطات المخزنية التي كانت تهنئ المستعمر الفرنسي كلما إنتصر على قبيلة من قبائل الأمازيغ كما رود ذلك في مذكرات الضباط الفرنسيين.

### لائحة شهداء معركة أيت عبد الله الذي سقطوا خلال المعركة
- الشهيد سيدي احمد اوعبد الله الراجي من قرية اكرض اوضاض
- الشهيد أكاير محمد بن علي من قرية اكرض اوضاض
- الشهيد الحاج احمد نطالب الحسايني من قرية أنامر
- الشهيد محمد بن براهيم الحسايني من قرية أنامر
- الشهيد موسى بن مومن -ايت بوبكر- من قرية أنامر
- الشهيد محمد بن عمر الطالبي من قرية أنامر
- الشهيد عبد الله بن عثمان - ايت بن سعيد من قرية أنامر
- الشهيد أحمد بن سعيد السعيدي من قرية أنامر
- الشهيد الحسن بن العسري من قرية إغالن
- الشهيد علي أوهمو بن حمادي من قرية تيدلي
- الشهيد سيدي بلقاسم بن محمد - ايت يحي من قرية أنيل
- الشهيد بوتسليك الحسن من قرية تامالوكت
- الشهيد بويفولوسن محمد بن براهيم من قرية تيزغت
- الشهيد أكناكاي المانوزي - جد الحسين المانوزي المختطف
- وشهيد آخر في ايت لعريم بتاهلا وقائمة طويلة من الابرياء ومئات من المعطوبين والجرحى من الأطفال والنساء  كما وقع  المقاوم اليزيد بن موسى (المنصوري) في الأسر واقتيد إلى مكتب تافراوت المركزي - بتازكا - حيث عذب أشد العذاب.

## الوفاة
توفي الشيخ المجاهد الحاج عبد الله زاكور الذي سيبقى دوما في ذاكرة سكان المنطقة مثالا للبطولة والجهاد والكرامة، والتحق بالرفيق الأعلى سنة 1972 .وتعتبر مواجهته للمستعمر الفرنسي، مواجهة بين سلاحين:”صاصبو وبو شفر العتيقتين والموشحين بنقوش فضية، وبين المدفع الرشاش مدركا أن لغة الكلام لا تصنع شيئا امام غدر لغة السلاح. وعلى قبر المجاهد الحاج عبد الله بن سعيد بن الحاج محمد زاكور المولود سنة 1885م والمتوفي سنة 1972وسط مقبرة مسقط رأسه كتبت العبارات الآتية: «هذا قبر الحاج عبد الله بن سعيد بن الحاج محمد زاكور المولود سنة 1885 والمتوفي سنة 1972، لقد وقف في وجه الاستعمار بالاطلس الصغير زهاء ٢١ سنة، ولم يستطع التغلب عليه في معركته البطولية بين منطقتي ادوسكا وأيت عبد الله إلى ان ألقي عليه القبض ووضع تحت الحراسة الإجبارية بتارودانت.»

## وثائق وكتب
1. وثيقة من مصلحة التاريخ (حصن فانسي) في ملك الأستاذ أفا عمر (ترجمها: ذ عصامي جابر).
2. مدكرات في تاريخ المقاومة وجيش التحريرالمغربي (عبد الرحمان بن عبد الله الصنهاجي)
3. مجلة التبادل الثقافي - العدد 3 (مجلة داخلية تصدرها الجمعية المغربية للبحث والتبادل الثقافي).
4. طاقة ريحان من روضة الأفنان للأستاذ العلامة محمد المختار السوسي (ص24)
5. 5- لائحة شهداء معركة أيت عبد الله - عن وثيقة للمرحوم (الحاج منصور المومني) من قرية أنامر.